# Divisione Nazionale 1929-1930
La Divisione Nazionale 1929-30 fu il 2º campionato nazionale italiano di rugby a 15 di prima divisione.
Fu organizzato dal Comitato olimpico nazionale italiano che, il 19 ottobre 1929, aveva soppresso la Federazione Italiana Rugby dopo nemmeno un anno di attività per ragioni mai chiarite legate alla disciplina dei propri tesserati; successivamente subentrò, a torneo in corso, la Federazione Italiana Giuoco Calcio.
Si tenne dal 2 febbraio 1930 al 18 maggio 1930 tra 13 squadre ripartite in quattro gironi, a composizione variabile: la prima classificata di ogni girone più la migliore seconda accedettero a un girone unico di finale al termine del quale, in base alla classifica, fu decretato il titolo di campione d'Italia, che per la seconda volta consecutiva andò alla compagine milanese dell'Amatori Milano, nome con cui divenne nota dopo la prima stagione con la denominazione di Ambrosiana; la Roma calcio partecipò con una sua squadra di rugby i cui giocatori, a fine 1930, fondarono una società autonoma, la Rugby Roma.

## Squadre partecipanti
| Girone A       | Girone B                | Girone C   | Girone D      |
| -------------- | ----------------------- | ---------- | ------------- |
| Amatori Milano | Battisti Torino         | Bologna    | A.S. Roma     |
| Baracca Milano | G.S. FIAT (Torino)      | GUF Padova | Audace (Roma) |
| GUF Genova     | G.S. Michelin (Torino)  | -          | GUF Napoli    |
| GUF Torino     | G.S. Mussolini (Milano) | -          | -             |

## Prima fase

### Girone A
| Andata | Incontro                    | Ritorno |
| ------ | --------------------------- | ------- |
| 25-3   | Amatori Milano - GUF Torino | 42-0    |
| 29-6   | GUF Genova - Baracca        | 0-9     |
| 53-0   | Amatori Milano - Baracca    | 69-0    |
| 3-0    | GUF Torino - GUF Genova     | 0-0     |
| 6-12   | Baracca - GUF Torino        | 6-11    |
| 0-23   | GUF Genova - Amatori Milano | 16-8    |

#### Classifica
| Pos | Squadra        | G | V | N | P | PF  | PS  | P±   | PT |
| --- | -------------- | - | - | - | - | --- | --- | ---- | -- |
| 1   | Amatori Milano | 6 | 5 | 0 | 1 | 220 | 19  | 201  | 10 |
| 2   | GUF Torino     | 6 | 3 | 1 | 2 | 29  | 79  | −50  | 7  |
| 3   | GUF Genova     | 6 | 2 | 1 | 3 | 45  | 49  | −4   | 5  |
| 4   | Baracca Milano | 6 | 1 | 0 | 5 | 27  | 174 | −147 | 2  |

### Girone B
| Andata | Incontro                     | Ritorno |
| ------ | ---------------------------- | ------- |
| 9-0    | G.S. Mussolini - Battisti    | 12-5    |
| 6-0    | Michelin Torino - FIAT       | 20-0    |
| 21-0   | G.S. Mussolini - Fiat Torino | 15-3    |
| 9-3    | Michelin - Battisti          | 11-6    |
| 0-3    | FIAT - Battisti              | 6-6     |
| 3-11   | G.S. Mussolini - Michelin    | 0-0     |

#### Classifica girone B
| Pos | Squadra         | G | V | N | P | PF | PS | P±  | PT |
| --- | --------------- | - | - | - | - | -- | -- | --- | -- |
| 1   | G.S. Michelin   | 6 | 5 | 1 | 0 | 57 | 12 | 45  | 11 |
| 2   | G.S. Mussolini  | 6 | 4 | 1 | 1 | 60 | 19 | 41  | 9  |
| 3   | Battisti Torino | 6 | 1 | 1 | 4 | 23 | 47 | −24 | 3  |
| 4   | G.S. FIAT       | 6 | 0 | 1 | 5 | 9  | 71 | −62 | 1  |

### Girone C
| Andata | Incontro             | Ritorno |
| ------ | -------------------- | ------- |
| 3-3    | Bologna - GUF Padova | 19-0    |

#### Classifica
| Pos | Squadra    | G | V | N | P | PF | PS | P±  | PT |
| --- | ---------- | - | - | - | - | -- | -- | --- | -- |
| 1   | Bologna    | 2 | 1 | 1 | 0 | 22 | 3  | +19 | 2  |
| 2   | GUF Padova | 2 | 0 | 1 | 1 | 3  | 22 | -19 | 0  |

### Girone D
| Andata | Incontro               | Ritorno |
| ------ | ---------------------- | ------- |
| 16-5   | GUF Napoli - Audace    | 6-0     |
| 3-51   | Audace - A.S. Roma     | 0-112   |
| 6-41   | GUF Napoli - A.S. Roma | 3-31    |

#### Classifica
| Pos | Squadra    | G | V | N | P | PF  | PS  | P±   | PT |
| --- | ---------- | - | - | - | - | --- | --- | ---- | -- |
| 1   | A.S. Roma  | 4 | 4 | 0 | 0 | 235 | 12  | 223  | 8  |
| 2   | GUF Napoli | 4 | 2 | 0 | 2 | 31  | 77  | −46  | 4  |
| 3   | Audace     | 4 | 0 | 0 | 4 | 8   | 185 | −177 | 0  |

## Girone finale
|       | Risultati                        |      |
| ----- | -------------------------------- | ---- |
| 13-12 | Bologna - A.S. Roma              | 0-6  |
| 0-3   | Michelin Torino - Amatori Milano | 0-12 |
| 6-0   | Amatori Milano - G.S. Mussolini  | 15-0 |
| 0-14  | Michelin Torino - A.S. Roma      | 0-16 |
| 6-12  | Bologna - Michelin Torino        | 0-6  |
| 15-3  | A.S. Roma - G.S. Mussolini       | 12-9 |
| 8-0   | A.S. Roma - Amatori Milano       | 0-11 |
| 16-3  | G.S. Mussolini - Bologna         | 6-0  |
| 6-0   | Amatori Milano - Bologna         | 6-0  |
| 0-0   | Michelin Torino - G.S. Mussolini | 3-6  |

### Classifica girone finale
| Pos | Squadra        | G | V | N | P | PF | PS | DP  | Pt |
| --- | -------------- | - | - | - | - | -- | -- | --- | -- |
| 1   | Amatori Milano | 8 | 7 | 0 | 1 | 59 | 8  | +51 | 14 |
| 2   | A.S. Roma      | 8 | 6 | 0 | 2 | 83 | 36 | +47 | 12 |
| 3   | G.S. Mussolini | 8 | 3 | 1 | 4 | 40 | 54 | −14 | 7  |
| 4   | G.S. Michelin  | 8 | 2 | 1 | 5 | 21 | 57 | −36 | 5  |
| 5   | Bologna        | 8 | 1 | 0 | 7 | 22 | 70 | −48 | 2  |

## Verdetti
- Amatori Milano: campione d'Italia.